# Біскупиці (Велицький повіт)
Біскупиці (пол. Biskupice) — село в Польщі, у гміні Біскупиці Велицького повіту Малопольського воєводства.
Населення — 998 осіб (2011).

## Демографія
Демографічна структура станом на 31 березня 2011 року:
|          | Загалом | Допрацездатний вік | Працездатний вік | Постпрацездатний вік |
| -------- | ------- | ------------------ | ---------------- | -------------------- |
| Чоловіки | 501     | 94                 | 350              | 57                   |
| Жінки    | 497     | 95                 | 285              | 117                  |
| Разом    | 998     | 189                | 635              | 174                  |